# Makaron sojowy

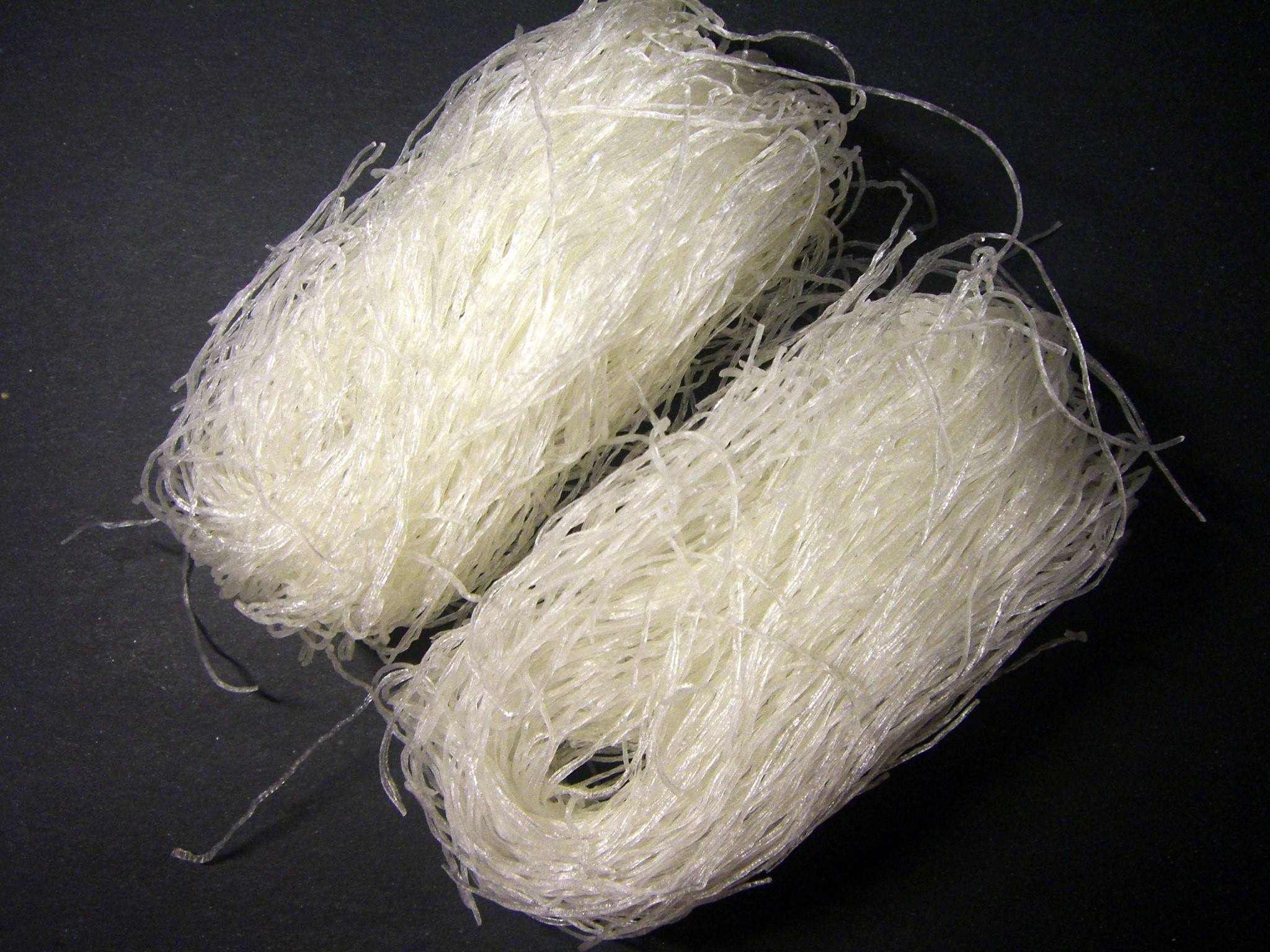
Makaron sojowy dōng fěn

Makaron sojowy – produkt żywnościowy, popularny składnik kuchni chińskiej, kuchni wietnamskiej i również w innych krajach Dalekiego Wschodu.
Polska nazwa handlowa jest myląca, gdyż makaron ten nie jest produkowany z soi, lecz najczęściej ze skrobi fasoli mung, skrobi ziemniaczanej lub z batatów (np. japońska odmiana harusame).
Po namoczeniu w gorącej wodzie lub usmażeniu w głębokim oleju, makaron staje się przezroczysty. Z tego względu w języku angielskim często jest określany jako „cellophane noodles” lub „glass noodles”, a w języku niemieckim – „Glasnudeln”.

## Nazwy
W języku chińskim najczęściej używane nazwy to:
- fěn sī (粉絲): gdzie fěn oznacza „makaron (inny niż z mąki pszennej)”, a sī oznacza „nitka”;
- dōng fěn (冬粉): w dosłownym znaczeniu "zimowy makaron".

Używana jest także nazwa 細粉 saifun w języku kantońskim (w wymowie mandaryńskiej xì fěn) – oznacza to „cienki makaron”.
W języku wietnamskim używana jest nazwa miến dong